# Jüri Lina
Jüri Lina, né le 13 octobre 1949 à Tartu, est un essayiste et ufologue estonien

## Biographie
Opposant au communisme, il s’est exilé d'Estonie en 1979.
Il a eu accès à d'importantes archives soviétiques ouvertes aux chercheurs en 1991 lors de la Pérestroïka jusque-là inaccessibles et inédites.

## Publications
Suédois
- Sovjet hotar Sverige (1983, 2. uppl. 1984)
- UFO-forskning i Sovjetunionen (1984)
- Kommunisternas heliga krig. Om internationella röda hjälpen, dess taktik och historia (1986)
- Bakom Gorbatjovs kulisser (1987)
- UFO-gåtan fördjupas (1992)
- Under Skorpionens tecken (1994, 2. uppl. 1999)
- Sovjetiskt inflytande i Sverige. Om Sveriges väg utför (1997)
- Världsbyggarnas bedrägeri - frimurarnas dolda historia (2001, 2. uppl. 2007)

Estonien
- Öised päevad: olumärkmeid Eestist, Nõukogude Liidust ja mujaltki (1983, 3. uppl. 2005)
- Mida Eesti ajakirjandus pelgab? (1996)
- Skorpioni märgi all (1996, 3. uppl. 2003)
- Mõistatuslikkuse kütkeis
- Under the Sign of the Scorpion (1998, 2. uppl. 2002)
- Filmikunsti väljenduslikkusest (1998)
- Varjatud tervisevalem (1999)
- Maailmaehitajate pettus (2003)
- Architects of Deception (2004)
- Eemaldumine Kartaagosse (2006)

Anglais
- Under the Sign of the Scorpion: the Rise and Fall of the Soviet Empire
- Architects of Deception: The Concealed History of Freemasonry
- The Lightbringers: The Emissaries of Jahbulon
- In the Shadow of Hermes: The Secrets of Communism